# Pina Menichelli
Pina Menichelli (née le 10 janvier 1890 à Castroreale, dans la province de Messine, en Sicile et morte le 29 août 1984  à Milan) est une actrice cinématographique italienne de l'époque du cinéma muet.
Avec Lyda Borelli et Francesca Bertini, elle symbolise le phénomène italien de la diva.

## Biographie
Après quelques expériences théâtrales, Pina Menichelli entame une carrière cinématographique dans la maison de production romaine Cines, une des plus importantes de l'époque où, entre 1913 et 1914, elle joue de nombreux rôles.
Le metteur en scène Giovanni Pastrone la remarque, et lui fait tourner, en 1915, Le Feu qui sera son premier film à succès au sein des studios de production Itala Film de Turin.
Le film obtient un énorme succès et la Minechelli, parfaite (aussi physiquement; on pense à sa coiffure de hibou) où elle campe le rôle d'une cruelle et sensuelle ensorceleuse, s'imposant dès lors, comme la femme fatale par excellence du cinéma italien.
L'année suivante, elle est la protagoniste de La Tigresse royale (toujours dirigée par Pastrone), où elle interprète le personnage d'une intrigante comtesse, rôle qui confirmera ses talents d'actrice de femme fatale. Parmi les autres films à succès, réalisés avec l'Itala, on peut citer La moglie di Caudio et Mèche d'or en 1918 et Il padrone delle ferriere en 1919.
Ensuite, elle est engagée par la Rinascimento Film (maison fondée à Rome par le baron Carlo Amato, qui deviendra ensuite son mari) et tourne Il giardino delle voluttà (1917), La storia di una donna et Il romanzo di un giovane povero en (1920), La seconda moglie (1922), La donna e l'uomo e La biondina (1923). Toujours en 1923, lasse d'interpréter les mêmes personnages de séductrices voluptueuses et d'héroïnes tourmentées, elle travaille avec brio à deux films comiques : la dame de chez Maxim's et Occupati d'Amelia qui étonneront les critiques et le public.
Après la sortie de ces deux productions burlesques, Menichelli se retire de toute activité artistique pour se consacrer à ses devoirs de mère et d'épouse sereine, et le « besoin d'anonymat » deviendra son mot d'ordre. La mort de cette troublante et talentueuse actrice passa tout aussi inaperçue.
Elle est la sœur de la chanteuse et actrice Dora Menichelli (it).

## Filmographie
- 1913 : Audace et timidité de Grosventre (Checco è sfortunato in amore)
- 1913 : La Barque nuptiale (La barca nuziale)
- 1913 : La Porte close (La porta chiusa) de Baldassarre Negroni
- 1913 : Le Banquier ( Il banchiere)
- 1913 : Le Contraste (Contrasto)
- 1913 : Le Repentir d'une mère (Il lettino vuoto) de Enrico Guazzoni
- 1913 : Le Roman (Il romanzo) de Nino Martoglio
- 1913 : Le Saut du loup (Il salto del lupo) de Nino Martoglio
- 1913 : Le Sérum du Docteur Kéan (Il siero del dottor Kean)
- 1913 : Les Contrebandiers mystérieux (I contrabbandieri di Bell'Orrido)
- 1913 : Mains inconnues (Le mani ignote) de Enrique Santos
- 1913 : Une tragédie au cinéma en carnaval (Una tragedia al cinematografo) de Enrico Guazzoni
- 1913 : Vie d'artiste (A sipario calato)
- 1913 : Zuma the Gypsy
- 1914 : Cabiria de Giovanni Pastrone
- 1914 : Scuola d'eroi de Enrico Guazzoni : Rina Larive
- 1914 : Giovinezza trionfa !
- 1914 : I misteri del castello di Monroe
- 1914 : Jeunesse ! (Veli di giovinezza) de Nino Oxilia
- 1914 : Julius Caesar de Enrico Guazzoni
- 1914 : L'Hôte de minuit (L'ospite di mezzanotte)
- 1914 : La Parole qui tue (La parola che uccide) de Augusto Genina
- 1914 : Le Cri de l'innocence (Il grido dell'innocenza) de Augusto Genina
- 1914 : Maternita tragica
- 1914 : Ninna nanna
- 1914 : Sacrifice paternel (Rinunzia) de Carmine Gallone
- 1914 : Serment de haine (Retaggio d'odio) de Nino Oxilia
- 1914 : Turbine d'odio
- 1914 : Vengeance de fille (Lulu) de Augusto Genina
- 1915 : Alla deriva
- 1915 : Alma mater de Enrico Guazzoni
- 1915 : Fior di male
- 1915 : Il sottomarino n. 27
- 1915 : La Casa di nessuno
- 1915 : La morta del lago de Enrico Guazzoni
- 1915 : Papà
- 1915 : Per amore di Jenny
- 1916 : La Tigresse royale (Tigre reale) de Giovanni Pastrone : Comtesse Natka
- 1916 : Le Feu (Il fuoco) de Giovanni Pastrone : Poète
- 1916 : Vincolo segreto
- 1917 : La trilogia di Dorina : Dorina
- 1918 : Il giardino incantato
- 1918 : La Faute ( La Gemma di Sant'Eremo) de Alfredo Robert
- 1918 : La moglie di Claudio : Cesraina Ruper
- 1918 : La Passagère (La passaggera) de Gero Zambuto
- 1918 : Mèche d'or (L'olocausto) de Gero Zambuto
- 1918 : Una sventatella
- 1919 : Il padrone delle ferriere : Clara de Beaulieu
- 1919 : Noris
- 1920 : Il romanzo di un giovane povero : Margherita
- 1920 : L'Histoire d'une femme (La storia di una donna) de Eugenio Perego : Beatrice
- 1920 : La Disfatta dell'Erinni
- 1921 : Illusions (Le tre illusioni) de Eugenio Perego
- 1921 : L'Età critica
- 1921 : La Vérité nue (La Verità nuda) de Telemaco Ruggeri
- 1922 : La Seconde Madame Tanqueray (La seconda moglie) de Amleto Palermi
- 1923 : L'Ospite sconosciuta
- 1923 : La Biondina : La Biondina
- 1923 : La Dame de chez Maxim's (La dama de Chez Maxim's) de Amleto Palermi : La Môme crevette
- 1923 : La Donna e l'uomo
- 1923 : Une page d'amour ( Una pagina d'amore) de Telemaco Ruggeri
- 1925 : Occupe-toi d'Amélie ! (Occupati d'Amelia) de Telemaco Ruggeri : Amelia

## Sources
- (it) Cet article est partiellement ou en totalité issu de l’article de Wikipédia en italien intitulé « Pina Menichelli » (voir la liste des auteurs).